# HMS Anson (79)
HMS Anson var ett slagskepp i King George V-klassen i Royal Navy, uppkallat efter amiral George Anson. Hon byggdes av Swan Hunter och Wigham Richardson Shipyard och sjösattes den 24 februari 1940 och färdigställdes den 22 juni 1942. Hennes färdigställande försenades för att möjliggöra montering av eldledningsradar och ytterligare luftvärnskanoner. Hon skulle ursprungligen ha fått namnet Jellicoe, men döptes om till Anson i februari 1940.
Anson tjänstgjorde under andra världskriget och eskorterade nio konvojer i Arktis i december 1943. Hon deltog i avledningsmanövrer för att dra bort uppmärksamheten från Operation Husky i juli 1943. I oktober samma år deltog hon i Operation Leader. I februari 1944 beskyddade hon Operation Tungsten, ett av många luftangrepp mot det tyska slagskeppet Tirpitz. Konteramiral Cecil Harcourt accepterade kapitulationen av de japanska styrkorna som ockuperade Hongkong ombord på Anson i augusti 1945, och efter krigsslutet blev fartyget flaggskepp för 1:a stridsskvadronen i den brittiska Stillahavsflottan.
Anson återvände till brittiska vatten den 29 juli 1946 och tillbringade de följande tre åren i aktiv tjänst. Hon placerades slutligen i reserv 1949 och tillbringade åtta år i detta tillstånd. Den 17 december 1957 köptes hon för skrotning av Shipbreaking Industries i Faslane.

## Konstruktion

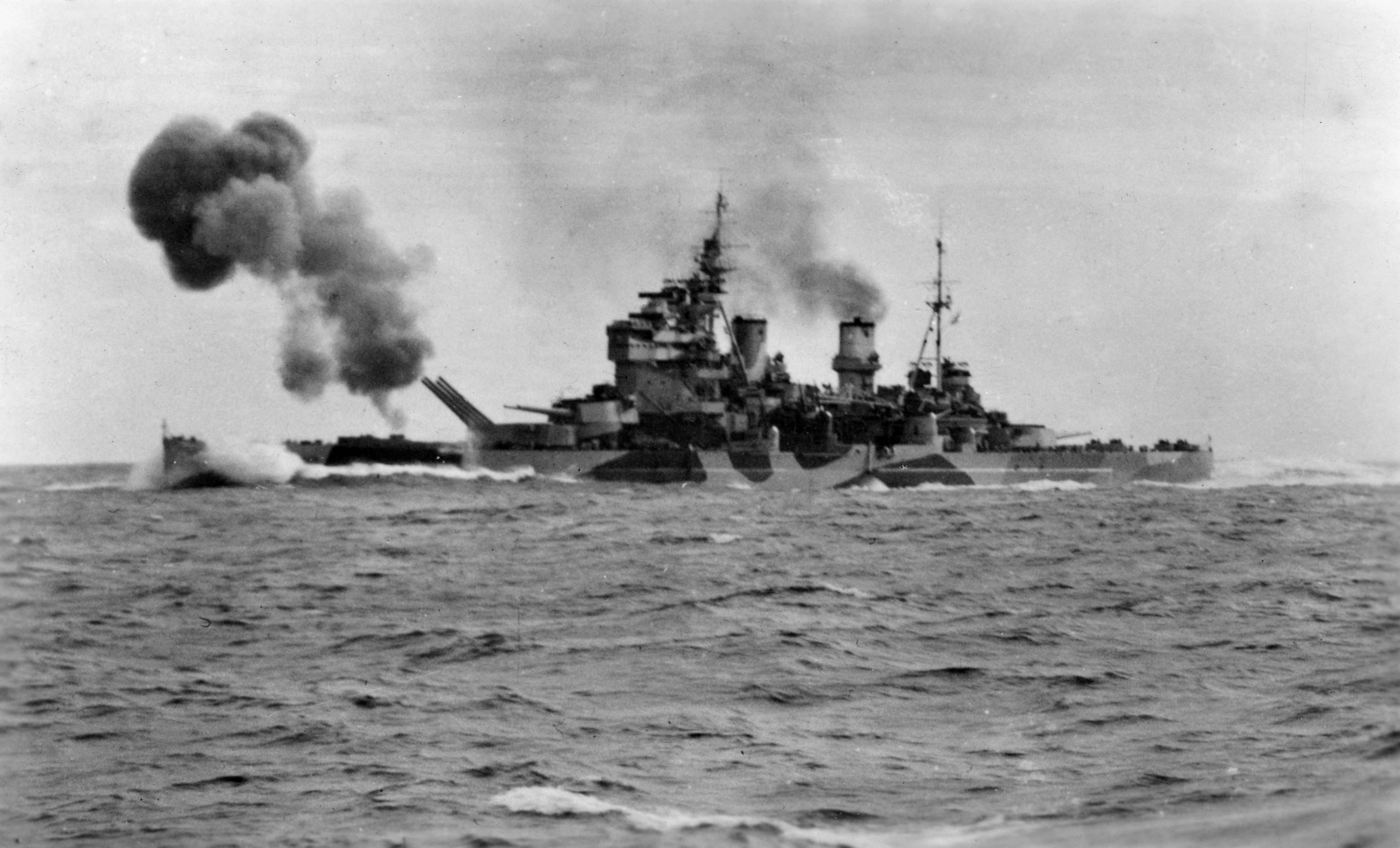
Anson avfyrar sina huvudkanoner under en övning i Nordsjön.

Efter första världskriget utarbetades Washingtonfördraget för att försöka stoppa en kapprustning mellan Storbritannien, Japan, Frankrike, Italien och USA. Detta fördrag begränsade antalet fartyg som varje nation fick bygga och satte ett tak på deplacementet för alla slagskepp och kryssare på 35 500 ton. 1930 förlängdes dessa restriktioner genom Londonavtalet, men 1935 ville Japan och Italien inte gå med på det andra Londonfördraget för ytterligare rustningskontroll.
Amiralitetet oroade sig över bristen på moderna slagskepp inom flottan och beordrade byggandet av en ny slagskeppsklass: King George V-klassen. Den klausul som begränsade kalibrarna som infördes i det andra fördraget innebar att King George V-klassens huvudbeväpning var begränsad till 35,6 cm och den ovanliga placeringen av kanonerna i de tre tornen var ett försök att maximera eldkraften. På grund av det stora behovet av fartygen kunde britterna, till skillnad från USA, inte vänta med att dra nytta av en upptrappningsklausul som skulle tillåta 40,6 cm kanoner. Fartygen var de enda som byggdes vid den tiden som följde fördraget och även om det snart blev uppenbart för britterna att de andra signatärerna av fördraget ignorerade dess krav, var det för sent att ändra klassens utformning innan de påbörjades 1937.
Fartyget kölsträcktes på Swan Hunter och Wigham Richardson Shipyard den 20 juli 1937. Hon skulle ursprungligen ha fått namnet Jellicoe, efter amiral Sir John Jellicoe, befälhavare för Grand Fleet vid Skagerrakslaget 1916, men döptes om till Anson i februari 1940. Anson sjösattes den 24 februari 1940 och färdigställdes den 22 juni 1942. Färdigställandet fördröjdes till stor del på grund av att man ville inkludera en eldledningsradar och ytterligare luftvärnskanoner.

## Beskrivning
Anson hade ett deplacement på 43 300 ton vid provturer 1942 och 46 090 ton fullt lastat 1945. Fartyget hade en total längd på 227,1 meter, en bredd på 31,4 meter och ett djupgående på 9,5 meter. Den metacentriska höjden var 1,85 m vid normal last och 2,46 m vid fullast.
Hon drevs av växlade Parsonturbiner som drev fyra propelleraxlar. Ångan kom från åtta Admiralty 3-drum vattenrörspannor som normalt levererade 100 000 hästkrafter (75 000 kW), men som kunde leverera 110 000 hk (82 000 kW) vid överbelastning i nödsituationer. Detta gav Anson en toppfart på 27,62 knop (51,5 km/h). Fartyget hade en kapacitet för 4 300 ton brännolja ombord. Vid en hastighet på 27 knop (50 km/h) hade Anson en räckvidd på 3 150 nautiska mil (5 830 km), vilket ledde till en bränsleförbrukning på 37 ton bränsle per timme.

### Bestyckning
Ansons huvudbeväpning bestod av tio 35,6 cm Mk VII-kanoner som var monterade i tre torn; ett fyrdubbelt Mark III torn i fören och aktern samt ett Mark II dubbeltorn i fören ovanför det fyrdubbla tornet. Kanonerna kunde eleveras 40 grader och sänkas 3 grader. En full bredsida vägde 7,23 ton och en salva kunde avfyras var 40:e sekund. Hennes sekundära beväpning bestod av 16 QF 13,3 cm Mk I-kanoner som var monterade i åtta tvillingfästen. Mk I-kanonernas maximala räckvidd var 22 010 meter vid 45 graders elevation, luftvärnstaket var 14 935 meter. Kanonerna kunde eleveras till 70 grader och dumpas till 5 grader. Den normala eldhastigheten var tio till tolv skott per minut, men i praktiken kunde kanonerna bara avfyra sju till åtta skott per minut. Tillsammans med sina huvud- och sekundärbatterier hade Anson sex stycken oktupel monterade QF Mk VIII 40 mm "pom-pom" luftvärnskanoner. Dessa kompletterades av arton lätta Oerlikon 20 millimeter automatkanoner.

## Tjänstgöring

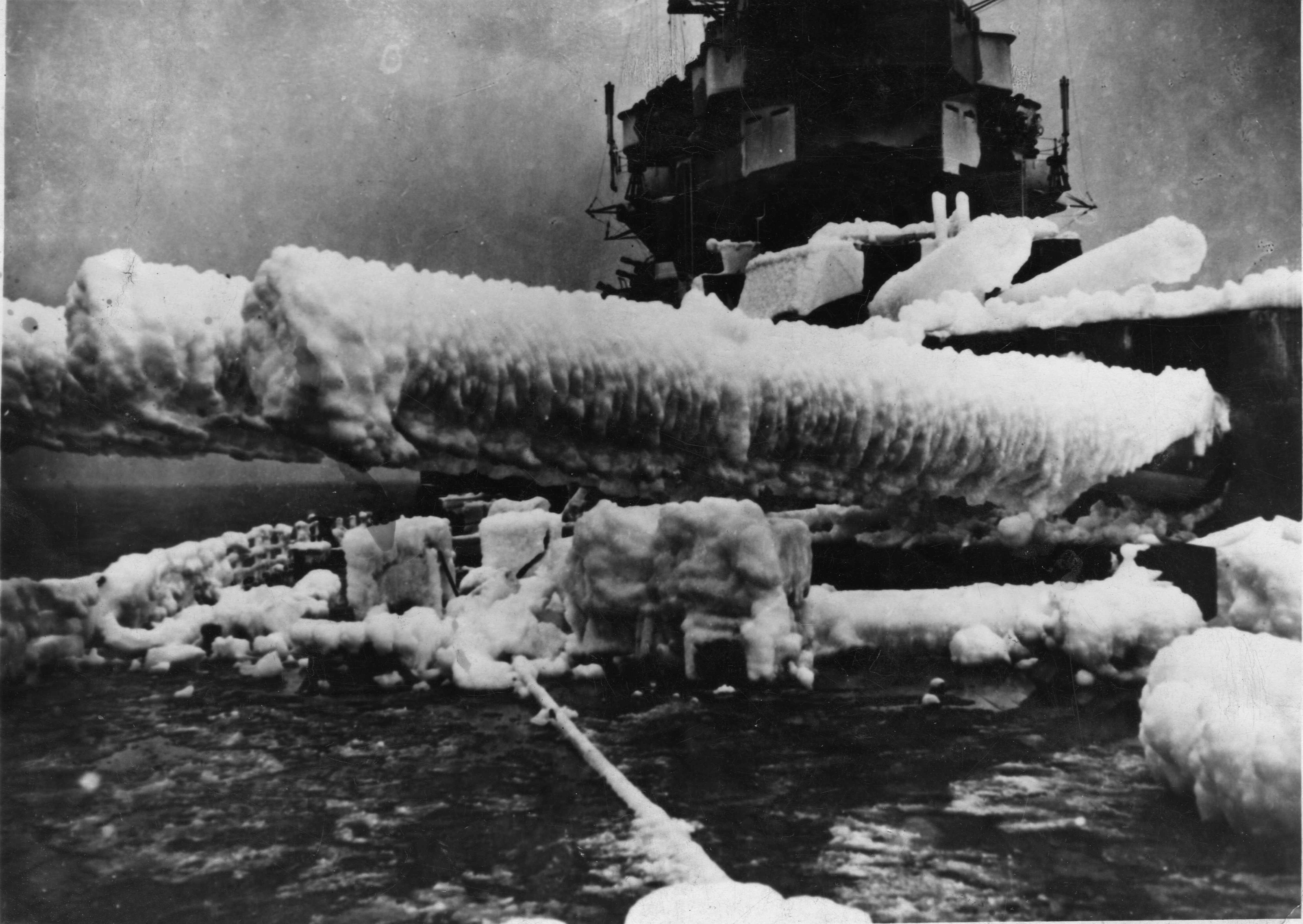
HMS Anson i Arktis.

Efter att ha tagits i bruk 1942 skickades Anson till Norra ishavet tillsammans med större delen av hemmaflottan som eskortfartyg för ryska konvojer. Den 12 september 1942 ingick Anson i den yttre skyddsstyrkan för konvoj QP 14 tillsammans med sitt systerfartyg HMS Duke of York, den lätta kryssaren HMS Jamaica och jagarna HMS Keppel, Mackay, Montrose och Bramham. Den 29 december gav Anson distansskydd för konvoj JW 51B tillsammans med kryssaren HMS Cumberland och jagarna HMS Forester, Icarus och Impulsive. Den 23 och 24 januari 1943 gav Anson distansskydd till konvoj JW 52 tillsammans med kryssaren HMS Sheffield och jagarna HMS Echo, Eclipse, Faulknor, Inglefield, Montrose, Queenborough, Raider och den polska jagaren Orkan. Den 29 januari avgick konvoj RA 52 från Kolahalvön, med distansskydd av Anson, kryssaren Sheffield och jagarna Inglefield, Oribi, Obedient och den polska jagaren Orkan från den 30 januari.
I juni 1942 förkläddes det gamla slagskeppet HMS Centurion från tiden före första världskriget till Anson i Medelhavet och fungerade som lockbete under operation Vigorous. I juli 1943 deltog Anson i avledningsmanövrer som syftade till att dra uppmärksamheten bort från förberedelserna för Operation Husky och i oktober samma år, tillsammans med Duke of York och den amerikanska kryssaren USS Tuscaloosa, täckte Anson operation Leader, där det amerikanska hangarfartyget USS Ranger genomförde flyganfall mot tyska fartyg utanför Norge. I februari 1944 stod Anson tillsammans med det franska slagskeppet Richelieu och en styrka av kryssare och jagare i samma egenskap beredd medan flygplan från hangarfartyget HMS Furious genomförde luftangrepp mot tyska mål i Norge under operation Bayleaf, och den 3 april beskyddade hon operation Tungsten, ett framgångsrikt luftangrepp mot det tyska slagskeppet Tirpitz, under vilket hon tjänstgjorde som flaggskepp för viceamiral Sir Henry Moore.
Anson togs ur bruk för en ombyggnad i juni 1944 och återvände inte till flottan förrän i mars 1945, då hon tillsammans med Duke of York seglade till den brittiska Stillahavsflottan. När hon anlände till krigsskådeplatsen var fientligheterna i stort sett över. Hon lämnade Sydney den 15 augusti för Hong Kong tillsammans med Duke of York, och tillsammans med en insatsstyrka med andra fartyg från Storbritannien och samväldet accepterade hon kapitulationen av de japanska styrkorna som ockuperade Hong Kong. Hon var också närvarande i Tokyobukten under den officiella japanska kapitulationen ombord på USS Missouri.

### Efterkrigstiden
Efter kriget var Anson flaggskepp för 1:a stridsskvadronen i den brittiska Stillahavsflottan och hjälpte till att befria Hongkong. Efter en kort ombyggnad seglade Anson från Sydney till Hobart i februari 1946 för att hämta hertigen och hertiginnan av Gloucester (hertigen var då generalguvernör i Australien) och föra dem tillbaka till Sydney.
Anson återvände till brittiska vatten den 29 juli 1946 och efter en kort ombyggnad återgick fartyget till fredstida tjänstgöring. I november 1949 placerades Anson i reserv och 1951 bogserades hon till Gare Loch. Den 17 december 1957 köptes hon för skrotning av Shipbreaking Industries i Faslane.

## Ombyggnader
Under sin karriär byggdes Anson om vid flera tillfällen. Nedan följer datum och uppgifter om de ombyggnader som genomfördes:
| Datum                  | Plats     | Beskrivning |
| ---------------------- | --------- | --- |
| Early 1943             |           | 22 x 20 mm Oerlikon lätta luftvärnskanoner tillagda |
| July 1944 – March 1945 | Devonport | 2 x oktupel-monterade 40 mm "pom-pom", 4 x dubbelmonterade 40 mm "pom-pom", 8 x dubbelmonterade 20 mm och 13 x enkelmonterade 20 mm kanoner tillagda. Flygplansfaciliteter borttagna. |
| Mid-1945               |           | 2 x dubbelmonterade 20 mm kanoner ersatta av 2 x fyrdubbla 40 mm kanoner |
| 1946                   |           | 4 x dubbelmonterade- och 2 x oktupel-monterade 40 mm kanoner borttagna |